# 日本国与美利坚合众国关于南方诸岛和其他岛屿的协定
日本国与美利坚合众国关于南方诸岛和其他岛屿的协定是日本与美国于1968年4月5日所缔结的一项外交协定。该协定主要内容为将小笠原群岛归还给日本，因此也被称为小笠原归还协定。

## 摘要
太平洋战争结束后，美国在小笠原群岛实行了军事占领统治并将岛民迁离至日本本土。之后，随着要求归还沖绳和小笠原的呼声渐涨，时任日本首相的佐藤荣作与美国总统林登·约翰逊会谈后同意在一年内归还小笠原群岛。基于这次会谈的成果，1968年4月5日签订了本条约，并在5月22日通过日本国会表决（日本共产党弃权以外全会一致通过），本条约于1968年6月26日生效，小笠原群岛被归还给日本。但因小笠原群岛同样适用于美日安保条约，因此也保留了美军使用在硫磺岛和南鸟岛的通信设施的权力。